# Kiều Đông, Trương Gia Khẩu
Kiều Đông (chữ Hán giản thể: 桥东区) là một quận thuộc địa cấp thị Trương Gia Khẩu, tỉnh Hà Bắc, Cộng hòa Nhân dân Trung Hoa. Quận Kiều Đông có diện tích 113 ki-lô-mét vuông, dân số 250.000 người. Mã số bưu chính của Kiều Đông là 075000. Chính quyền quận Kiều Đông đóng ở đường Thắng Lợi Trung. Quận này có các tuyến đường và phố chính là: đường Ngũ Nhất, đường Kiến Quốc, Lăng Viên, Sa Hà, Thắng Lợi Bắc, Thắng Lợi Nam, đường Tuyên Hóa, phố Đông An, đại lộ Giải Phóng…